# Náströnd
Náströnd (isländisch: „Leichenstrand“; auch Naströnd, Nastrand oder Nástrandir) bezeichnet in der Edda einen Teil der Unterwelt Helheims.
Demnach sei Náströnd der Ort, an dem der Drache Nidhögg (genauer gesagt in Hvergelmir) und Wölfe die Toten fressen würden. Nur niederträchtige Menschen, wie Mörder und Eidbrüchige, befänden sich dort. Der dort befindliche große Saal sei fern der Sonne, alle Türen zeigten nordwärts und die Wände seien aus Schlangen gewunden, deren Gift herabtropft. Auch sei dieser Teil von Hels Reich von trägen Strömen durchzogen.